# Згорнє Вртиче
Згорнє Вртиче (словен. Zgornje Vrtiče) — поселення в общині Кунгота, Подравський регіон‎, Словенія.